# 6 Pułk Strzelców Konnych (Cesarstwo Niemieckie)

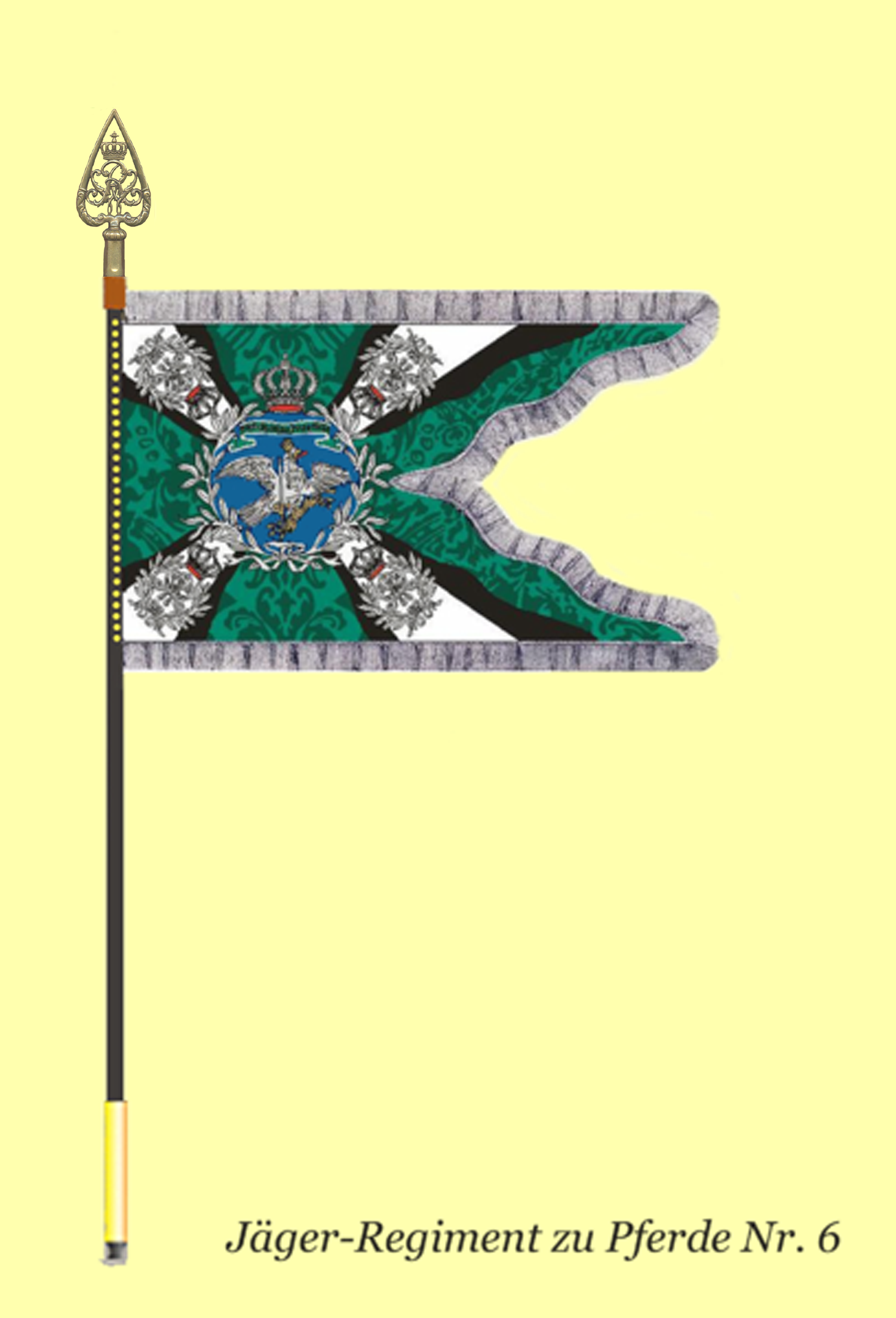
Sztandar pułku

6 pułk strzelców konnych (niem. Jäger-Regiment zu Pferde Nr. 6) – pułk kawalerii niemieckiej okresu Cesarstwa Niemieckiego.

## Charakterystyka
Pułk sformowany 1 października 1910. Stałym garnizonem tej jednostki był Erfurt. Oddział wchodził w skład XVII Korpusu Armijnego  .

 Wiosną 1914 był w strukturze 38 Brygady Kawalerii z 38  Dywizji Piechoty.
W wyniku mobilizacji, w sierpniu 1914 pułk osiągnął gotowość bojową i w składzie 38 Brygady Kawalerii z 8 Dywizji Kawalerii został wysłany na front zachodni.

2 października 1916 oddział przeorganizowano w spieszony pułk kawalerii.

## Podporządkowanie
- XVII Korpus Armijny – Kassel
  - 38 Dywizja Piechoty (38. Infanteriedivision) – Erfurt
    - 38 Brygada Kawalerii (38. Kavalleriebrigade) – Erfurt
      - 6 pułk strzelców konnych – Erfurt